# Krapinica (wieś)
Krapinica – wieś w Chorwacji, w żupanii krapińsko-zagorskiej, w gminie Budinščina. W 2011 roku liczyła 260 mieszkańców.